# Humberto Canaro
José Canaro (16 de agosto de 1896 - 26 de agosto de 1952), más conocido por su seudónimo Humberto Canaro fue un pianista, director de orquesta y compositor uruguayo activo en la escena del tango argentino.

## Primeros años
Humberto Canaro nació el 16 de agosto de 1896 en San José de Mayo, Uruguay. Fue uno de los hermanos de la prominente familia de músicos Canaro. Su hermano Francisco fomentó sus estudios musicales y le proporcionó un piano, lo que le permitió iniciar una carrera profesional en la música.

## Carrera profesional
Canaro se mudó con su familia a Buenos Aires cuando era niño, donde comenzó a desarrollar su carrera como músico de tango. Actuó como pianista en la orquesta de su hermano Francisco, así como también en su propio conjunto, que incluía al violinista Rafael Tuegols.
En 1918, Canaro acompañó a Manuel Pizarro en una gira por Córdoba, tocando el piano junto a violinistas como Rovati y Pizella; durante esta gira actuó en el Café Las Delicias, donde conoció al violinista Ciriaco Ortiz.
En 1920 dirigió una orquesta sustituta de su hermano Francisco, presentándose en los cabarets Maipú, Pigall y Dancing Florida. Los músicos de esta formación incluían a Rafael Tuegols (violín) y Carmelo Mutarelli (voz y contrabajo). Al año siguiente dirigió un conjunto similar en el Casino Pigall con José Schumacher, Anselmo Aieta y Ángel Danesi.
En 1922, Canaro se unió a la primera orquesta de su hermano Juan como pianista junto a Juan Canaro y Roque Biafore en bandoneones, Rafael Tuegols y Antonio Buglione en violines y Rodolfo Duclós en contrabajo.
Después de la Segunda Guerra Mundial, realizó una gira por Europa y América con su orquesta típica, regresando a Buenos Aires en 1951.
Canaro mantuvo una estrecha amistad con Carlos Gardel, quien grabó su tango más conocido "Gloria", a pedido del cantante.
En 1935, Canaro dirigió su propia orquesta en Radio Splendid y en las emisoras Porteña y Cultura, en la que a menudo actuaba el chansonnier Pedro Arrieta. A principios de la década de 1940, el cantante Edmundo Rivero se unió a la orquesta.   
Canaro murió en Buenos Aires, Argentina, el 26 de agosto de 1952. 

## Composiciones
Aunque no alcanzó el mismo nivel de reconocimiento que algunos de sus hermanos, Canaro compuso varias obras que fueron bien recibidas por el público. Entre sus rancheras se encuentran "La chiruza" y "Amaneciendo"; entre sus tangos y otras piezas se encuentran: 
- "Alfredo"
- "Gloria" (letra de Armando Tagini)
- "Con ventaja"
- "El silbato"
- "Santo remedio"
- "¡No nos ensartemos ni una!"
- "Viejo lindo"
- "Nuevas esperanzas"
- "Palo verde"
- "Changuí"
- "Un tesoro"
- "Fiebre"
- "Novia mía"
- "Historia sentimental"
- "Tortura"